# Sapete el enamorado del Sol
Sapete (el enamorado del Sol) es el primer álbum del cantautor boliviano Raúl Ybarnegaray, grabado y editado independientemente junto al productor musical Leonardo Vacaflor, en ArtMedia Creative Studios, el año 2002.

## Antecedentes
Luego de un primer intento de producción discográfica, que no había llegado más allá de la grabación sencilla de una maqueta con 12 canciones, llegó el primer disco en estudio de Raúl Ybarnegaray. El nombre de este disco, sería un homenaje a un cuento infantil llamado Historia del Sapete que se enamoró del Sol de la escritora chilena Marta Brunet, cuya trama había conmovido al cantautor cuando éste todavía estaba en la primaria.

## Lista de canciones
Todas las canciones escritas y compuestas por Raúl Ybarnegaray. 
| N.º | Título                          | Duración |  |
| 1.  | «Énfasis»                       | 3:41     |  |
| 2.  | «Como gotas de rocío»           | 2:57     |  |
| 3.  | «Lo mejor»                      | 2:51     |  |
| 4.  | «Azul y verde»                  | 3:59     |  |
| 5.  | «El hombre de las mil manillas» | 3:38     |  |
| 6.  | «De qué sirve el amor»          | 4:09     |  |
| 7.  | «Sueño entre cartones»          | 3:29     |  |
| 8.  | «Tema para los sordos»          | 4:55     |  |
| 9.  | «Deseos»                        | 3:42     |  |
| 10. | «Qué tiempos estos»             | 4:00     |  |
| 11. | «Soliloquio»                    | 5:43     |  |

## Créditos

### Músicos
- José Luis Padilla: Clavinova en «Qué tiempos estos».
- Marcelo Aguilar: Bajo en «Qué tiempos estos» y «Sueño entre cartones».
- Manuel Rocha: Percusión en «Sueño entre cartones».
- Raúl Beltrán: Clavinova en «Sueño entre cartones».
- Giovanna Antezana: Segunda voz en «Sueño entre cartones».
- Adolfo Taborga: Violín en «Lo mejor».
- Raúl Ybarnegaray: clave, efectos especiales, armónica, arpa bucal y guitarra en todas las canciones.

### Producción
- Técnico de grabación: Leonardo Vacaflor.
- Mezcla y masterización: Leonardo Vacaflor y Raúl Ybarnegaray.
- Diseño gráfico y fotografía: Marco Claros.
- Producción ejecutiva y dirección general: Raúl Ybarnegaray